# TVN Turbo
TVN Turbo è una rete televisiva generalista polacca gestita e di proprietà di Grupa ITI che trasmette in lingua polacca.